# Mathewsia
Mathewsia é um género botânico pertencente à família Brassicaceae.